# Vi brisat

El vi brisat, conegut en alguns països com orange wine o vin orange a causa del seu color ataronjat, és un tipus de vi blanc el most del qual ha fermentat juntament amb la seva pell, com si fos un vi negre, a diferència del vi blanc comú en què el procés de fermentació es fa amb el most extret del raïm prèviament desrapat, sense llavors ni pells. Les pells del raïm en contacte amb el most durant la maceració confereixen al vi brisat un color més fosc que pot anar del color or fins al taronja intens depenent del temps de fermentació. Són, per tant, vins amb més taní, amb un sabor més intens i amb més cos que els vins blancs.

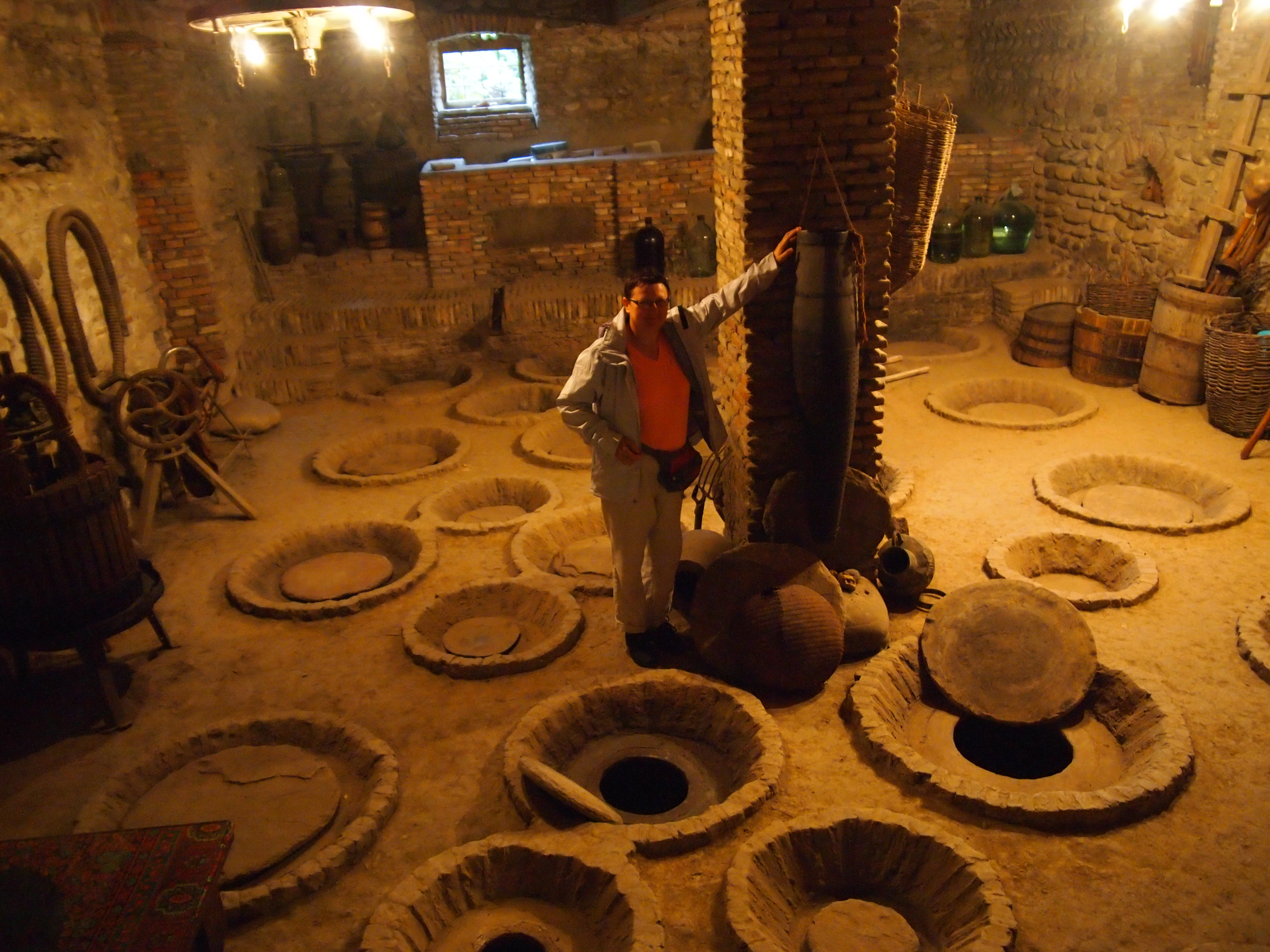
Àmfores tradicionals enterrades en un celler de Kakhètia (Geòrgia)

Tenen el seu origen en els vins ambre de Geòrgia, que es continuen produint amb la mateixa tècnica des de fa milers d'anys.